# Хант, Айрин
Айрин Хант (англ. Irene Hunt; 8 мая 1902, Понтиак, Иллинойс — 18 мая 2001, Шампейн, Иллинойс) — американская писательница, известная романами о подростках.
Лауреат нескольких литературных премий, в частности медали Ньюбери (1967).

## Биография
Окончила Иллинойсский университет в Урбане в 1939 году со степенью бакалавра и получила степень магистра в 1946 году в Миннесотском университете в Миннеаполисе. В 1935—1945 годах работала в Иллинойсе в общественных школах преподавателем английского и французского языков. После преподавала психологию в University of South Dakota в Vermillion.

## Книги
- Across Five Aprils, Follett, 1964.
- Up a Road Slowly, Follett, 1966.
- Trail of Apple Blossoms, illustrated by Don Bolognese, Follett, 1968.
- No Promises in the Wind, Follett, 1970. — рус. пер. «Недобрый ветер» (1977, 1978)
- The Lottery Rose, Scribner, 1976.
- William: A Novel, Scribner, 1978.
- Claws of a Young Century, Scribner, 1980.
- The Everlasting Hills, Scribner, 1985.

Ошибочное авторство (в России)
В 1990-е годы в России были опубликованы два любовных романа («Талант быть счастливой» и «Счастливая встреча»), автором которых была ошибочно указана Айрин Хант. Обе книги не имеют отношения к творчеству писательницы, которая не писала любовных романов. Так, автором романа «Талант быть счастливой» в действительности является Мишель Рейд (Michelle Reid. Lost in Love).